# تولپار ایر
تولپار ایر (به انگلیسی: Tulpar Air) یک شرکت هواپیمایی است که در ۲۰۰۴ میلادی تأسیس شده‌است. دفتر مرکزی تولپار ایر در کراسنویارسک، روسیه واقع شده‌است و قطب این شرکت هواپیمایی در کراسنویارسک قرار دارد.